# دیشوتس ریور وودز (اورگن)
دیشوتس ریور وودز (به انگلیسی: Deschutes River Woods) یک منطقهٔ مسکونی در ایالات متحده آمریکا است که در شهرستان دیشوتس واقع شده‌است. دیشوتس ریور وودز ۱۵٫۶ کیلومتر مربع مساحت و ۵٬۰۷۷ نفر جمعیت دارد و ۱٬۱۹۵ متر بالاتر از سطح دریا واقع شده‌است.